# ウジェニー・ブランシャール
ウジェニー・ブランシャール（Eugénie Blanchard、1896年2月16日 - 2010年11月4日）は、かつて世界最高齢だったフランスの女性。2010年5月2日に日本の知念カマが死去したことにより世界最高齢となった。

## 来歴
1896年、サン・バルテルミー島のメルレ近郊にて13人兄弟のもとに生誕。スウェーデン領であったサン・バルテルミー島がフランスに買い戻された18年後に生まれている。33歳の時にオランダ領アンティルのキュラソー島に移住し修道女となった。60歳の時にサン・バルテルミー島に戻り、1980年まで自宅で暮らし、その後介護老人保健施設に移った。健康状態は良好だが目が不自由であり、視力が非常に弱い。お菓子売りをしていたので、近所の子供からは「Douchy」と呼ばれていた。晩年も時折シャンパンをたしなんだという。
2010年11月4日にサン・バルテルミー島の病院で死去し、世界最高齢はブラジルのマリア・ゴメス・ヴァレンチンとなった。しかし当時はヴァレンチンの年齢が公式に認定されておらず、最高齢はアメリカ合衆国テキサス州在住のユーニス・サンボーンとなったとされた。

## 長寿
彼女の死去した2010年11月時点ではフランス人の中でジャンヌ・カルマンとマリー・ブレモンに次ぐ歴代3番目の長寿であった。また、フランス海外準県であるサン・バルテルミー島出身の人物としては現在も歴代最高齢である（同島は1878年から2007年までは法的にカリブ海のグアドループ県の一部であった）。

## 長寿記録
- 2008年5月25日、クレマンティーヌ・ソリニャックが死去し、112歳99日でフランス最高齢者となる。
- 2009年1月6日、マヌエラ・フェルナンデス＝フォヤコが死去し、112歳325日で欧州連合内の最高齢者となる。
- 2010年5月2日、知念カマが死去し、114歳76日で世界最高齢者となる。
- 同年11月4日、114歳261日で死去。